# Oberamt Waldsee

Karte der württembergischen Oberämter, Stand 1926

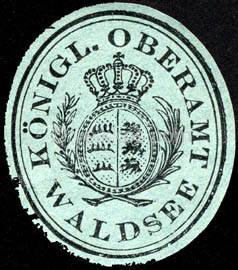
Briefsiegel des Oberamts Waldsee

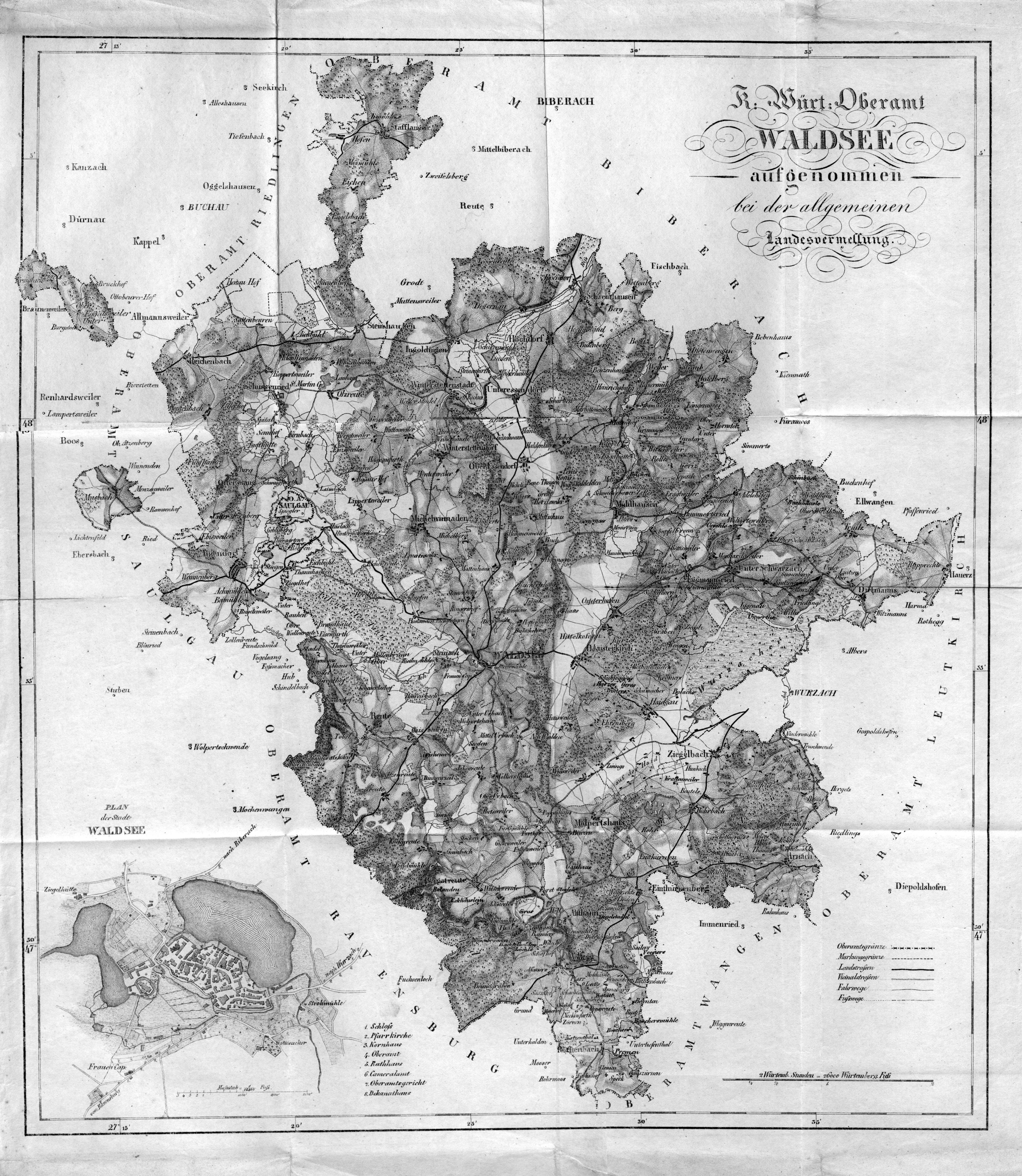
Karte des Oberamts Waldsee, 1834

Das Oberamt Waldsee war ein württembergischer Verwaltungsbezirk (auf beigefügter Karte #59) mit Sitz im oberschwäbischen Waldsee, der 1934 in Kreis Waldsee umbenannt, 1938 dann endgültig aufgelöst wurde und in den Kreisen Ravensburg, Biberach und Wangen aufging. Allgemeine Bemerkungen zu den württembergischen Oberämtern siehe Oberamt (Württemberg).

## Geschichte

Oberamt Waldsee, Gebietsstand 1813, mit den früheren Herrschaftsgrenzen
Legende

1805 wurde das Gebiet um Waldsee, eine der fünf sogenannten Donaustädte, die bis dahin zu Österreich gehört hatten, im Preßburger Friedensvertrag an Württemberg abgetreten. Im folgenden Jahr kamen per Rheinbundakte sowohl die Besitzungen der Fürsten von Waldburg unter württembergische Hoheit als auch diejenigen Gebiete, die bis zur Säkularisation 1802 den oberschwäbischen Reichsklöstern gehört hatten. Dem daraufhin gebildeten Oberamt Waldsee waren 1808 die Patrimonialämter Gutenzell, Königsegg-Aulendorf, Ochsenhausen, Rot, Schussenried, Tannheim, Waldburg-Waldsee, -Wolfegg und -Wurzach unterstellt, deren Grenzen die früheren Herrschaftsverhältnisse widerspiegelten. Der nördliche Teil des Bezirks wurde 1809 als Oberamt Ochsenhausen ausgegliedert, dann dem Oberamt Biberach zugeteilt, der östliche 1810 ans neu gebildete Oberamt Leutkirch abgegeben. Nachbarn des von 1818 bis 1924 dem Donaukreis zugeordneten Bezirks waren die württembergischen Oberämter Saulgau, Ravensburg, Wangen, Leutkirch, Riedlingen und Biberach.

### Ehemalige Herrschaften
1813, nach Abschluss der Gebietsreform, setzte sich der Bezirk aus Bestandteilen zusammen, die im Jahr 1800 zu folgenden Herrschaften gehört hatten:
- Vorderösterreich
  - Landvogtei Schwaben: Stadt und Gebiet Waldsee, Bergatreute, Winterstettendorf;
  - Kloster St. Georgen zu Villingen: Ingoldingen mit Degernau, Voggenreute und Schickenmühle;
  - Herrschaft Warthausen, als Lehen an den Grafen von Stadion-Warthausen vergeben: Hochdorf.
- Fürst von Waldburg-Wolfegg-Waldsee
  - Grafschaft Waldsee: Haisterkirch, Mühlhausen, Steinach, Unterurbach, Ober- und Unteressendorf, Winterstettenstadt, Eberhardzell, Schweinhausen, Unterschwarzach, sowie das unter österreichischer Landeshoheit stehende Mediatgericht Reute;
  - Herrschaft Wolfegg: Wolfegg, Arnach, Dietmanns, Eintürnen, Haidgau und Ziegelbach.
- Grafschaft Königsegg-Aulendorf: Aulendorf mit Musbach und Tannhausen.
- Reichsabtei Ochsenhausen: Hummertsried.
- Reichsabtei Schussenried: Schussenried, Steinhausen, Michelwinnaden, Otterswang, Reichenbach und Stafflangen.

Mit dem Reichsdeputationshauptschluss fiel Schussenried an den Grafen von Sternberg-Manderscheid, Ochsenhausen mehrheitlich an den Grafen von Metternich-Winneburg.

## Gemeinden

### Einwohnerzahlen 1834
Folgende 30 Gemeinden waren dem Oberamt Waldsee 1834 unterstellt:
| Nr. | frühere Gemeinde   | Einwohnerzahl 1834 | Einwohnerzahl 1834 | heutige Gemeinde    |
| Nr. | frühere Gemeinde   | evangel.           | kathol.            | heutige Gemeinde    |
| --- | ------------------ | ------------------ | ------------------ | ------------------- |
| 1   | Waldsee            | 39                 | 1,651              | Bad Waldsee         |
| 2   | Arnach             | –                  | 611                | Bad Wurzach         |
| 3   | Aulendorf          | 7                  | 1,181              | Aulendorf           |
| 4   | Bergatreute        | –                  | 1,268              | Bergatreute         |
| 5   | Dietmanns          | –                  | 538                | Bad Wurzach         |
| 6   | Eberhardszell 1    | –                  | 1,228              | Eberhardzell        |
| 7   | Einthürnen         | –                  | 546                | Bad Wurzach         |
| 8   | Heidgau 2          | –                  | 527                | Bad Wurzach         |
| 9   | Heisterkirch 3     | –                  | 740                | Bad Waldsee         |
| 10  | Hochdorf           | –                  | 222                | Hochdorf            |
| 11  | Hummertsried       | –                  | 124                | Eberhardzell        |
| 12  | Ingoldingen        | –                  | 457                | Ingoldingen         |
| 13  | Michelwinnenden 4  | –                  | 483                | Bad Waldsee         |
| 14  | Mühlhausen         | –                  | 236                | Eberhardzell        |
| 15  | Ober-Essendorf     | –                  | 435                | Eberhardzell        |
| 16  | Otterswang         | –                  | 476                | Bad Schussenried    |
| 17  | Reichenbach        | –                  | 353                | Bad Schussenried    |
| 18  | Reute              | –                  | 708                | Bad Waldsee         |
| 19  | Schussenried       | 6                  | 1,269              | Bad Schussenried    |
| 20  | Schweinhausen      | –                  | 414                | Hochdorf            |
| 21  | Stafflangen        | –                  | 522                | Biberach an der Riß |
| 22  | Steinach           | 2                  | 632                | Bad Waldsee         |
| 23  | Thannhausen        | –                  | 383                | Aulendorf           |
| 24  | Unter-Essendorf    | –                  | 243                | Hochdorf            |
| 25  | Unter-Schwarzach   | –                  | 753                | Bad Wurzach         |
| 26  | Unter-Urbach       | –                  | 424                | Bad Waldsee         |
| 27  | Winterstettendorf  | –                  | 119                | Ingoldingen         |
| 28  | Winterstettenstadt | –                  | 417                | Ingoldingen         |
| 29  | Wolfegg            | 3                  | 1,623              | Wolfegg             |
| 30  | Ziegelbach         | –                  | 499                | Bad Wurzach         |

heutige Schreibweise: 

### Änderungen im Gemeindebestand seit 1813

Gemeinden und Markungen um 1860

Die lokale Verwaltungsgliederung folgte zunächst weitgehend den früheren Herrschaftsgrenzen. Um 1820 zählte das Oberamt 26 Gemeinden.
1823 wurde Tannhausen von Aulendorf getrennt und zur selbständigen Gemeinde erhoben, ebenso Winterstettendorf, das zuvor zu Bergatreute gehört hatte.
1824 wurde Eintürnen von Wolfegg getrennt und zur selbständigen Gemeinde erhoben. Aus der Schultheißerei Essendorf entstanden die beiden Gemeinden Ober- und Unteressendorf. Aus Teilen der Gemeinden Haidgau und Wolfegg wurde die neue Gemeinde Ziegelbach gebildet.
1827 wurde Steinhausen nach Schussenried eingemeindet.
1831 wurden umgemeindet: Bainders von Bergatreute nach Wolfegg, Atzenreute von Steinach nach Bergatreute, Haslach und Michelberg von Reute nach Tannhausen bzw. Michelwinnaden. Friedlings, Menzlis, Oberschwarzach und Ziegolz wurden von Dietmanns nach Unterschwarzach umgemeindet, kamen aber bereits 1835 wieder zu Dietmanns.
Das Gesetz vom 6. Juli 1842 über die Abänderung in der Begrenzung der Oberamtsbezirke betraf das Oberamt Waldsee mehrfach: Es musste die Gemeinde Reichenbach und den Ort Musbach (bisher Teil von Aulendorf, nun zur selbständigen Gemeinde erhoben) ans Oberamt Saulgau, die Gemeinde Stafflangen ans Oberamt Biberach abgeben. Neu hinzu kamen die Gemeinde Schindelbach (bisher Oberamt Saulgau) sowie die Orte Eintürnenberg (von Immenried, Oberamt Wangen, nach Eintürnen umgemeindet), Ebisweiler und Laubbronnen (beide von Geigelbach, Oberamt Saulgau, nach Aulendorf umgemeindet). Auch die Markung Steegen, bisher bei Schindelbach, wurde der Gemeinde Aulendorf zugeteilt. Im selben Jahr wurde Steinhausen wieder zur selbständigen Gemeinde erhoben.
1847 wurde Gaisbeuren von Bergatreute getrennt und zur selbständigen Gemeinde erhoben.
1862 wurden die Markungen Giras, Tal und Witschwende von Wolfegg nach Bergatreute umgemeindet.
1909 änderte die Gemeinde Schindelbach ihren Namen in Zollenreute.
1933 wurde Buch von Steinach nach Mühlhausen umgemeindet, Ziegolz von Dietmanns nach Unterschwarzach.
1934 wurde Steinach nach Waldsee eingemeindet.
1935 wurde Hummertsried nach Mühlhausen eingemeindet.

## Amtsvorsteher
- 1807–1822: Nepomuk von Bagnato
- 1822–1829: Christian Gottfried Schmidlin
- 1829–1830: Karl Ludwig Baur
- 1831−1831: Johannes Friz
- 1832–1835: Georg Bernhard von Bilfinger
- 1836–1851: Johann Jakob Schertlin
- 1852–1857: Carl Friedrich Leemann
- 1857−1857: Heinrich Schnell (Amtsverweser)
- 1857–1866: Max Hermann Zengerle
- 1866–1871: Theodor Grözinger
- 1871–1887: August Mayer
- 1888–1892: Franz von Falkenstein
- 1892–1907: Eugen Pecoroni
- 1907–1919: Georg Krämer
- 1919–1932: Gustav Abel
- 1932–1933: Erwin Gerhardt
- 1933–1938: Maximilian Wizigmann